# Réserve naturelle régionale de l'Escaut-rivière

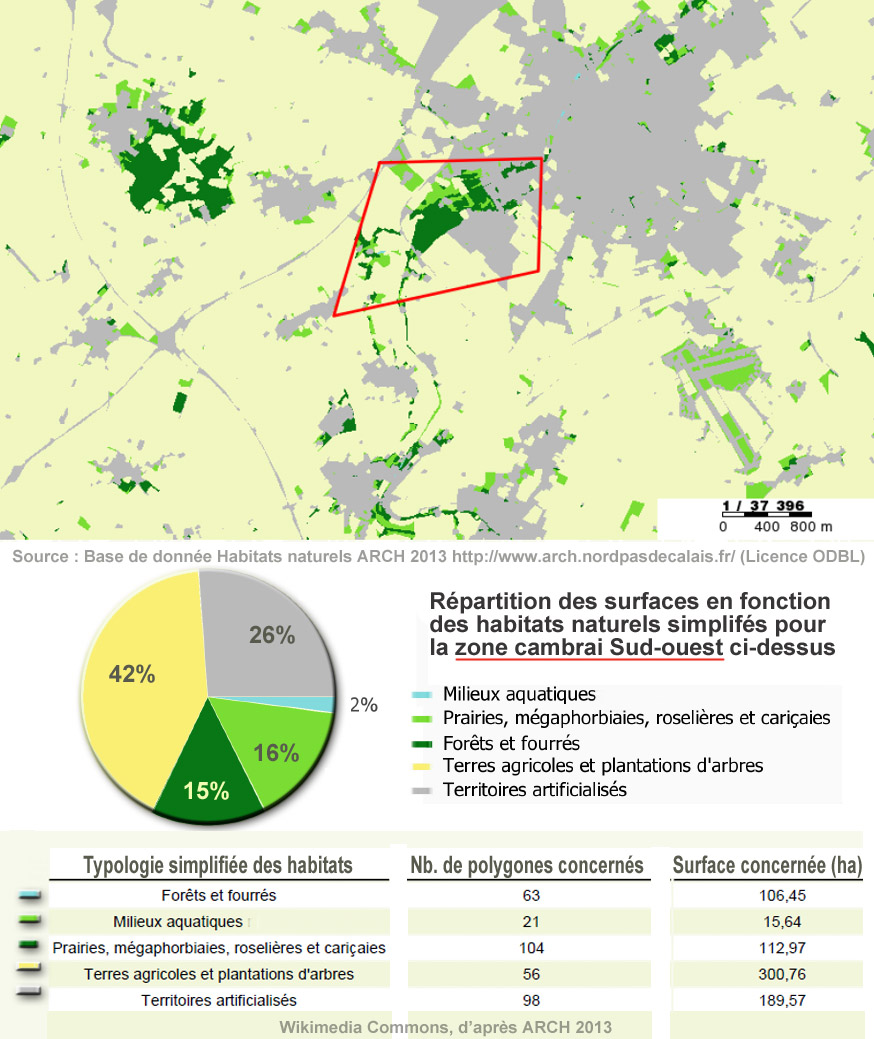
Cette réserve naturelle abrite la dernière partie naturelle du cours de l'Escaut-rivière
Le graphique et les statistiques ci-dessus décrivent les habitats de la zone située dans le rectangle rouge (carte et notice réalisée à partir de la base de données Open data (ODbL) ARCH

La réserve naturelle régionale de l'Escaut-Rivière est une réserve naturelle régionale (RNR) de la région Hauts-de-France, propriété de la commune de Proville dans le département du Nord. Ses 60 hectares sont situés en tête du bassin versant de l’Escaut et de son « district hydrographique ».
Après quinze ans de renaturation, ce site s'inscrit dans la trame verte et bleue régionale et donc dans le SAGE de l’Escaut et la déclinaison locale du réseau écologique paneuropéen (ou « Infrastructure verte »).
Plusieurs spécificités remarquables ont justifié le classement en aire protégée de ce « complexe alluvial ». Il regroupe des prairies humides (17 ha en rive gauche), des zones humides et un jeune « boisement alluvial » (en phase de régénération sur environ 43 ha en rive droite). Ces trois milieux sont devenus rares dans la grande plaine du Cambrésis et même dans le reste de la plaine alluviale de l’Escaut (hormis près de l'estuaire). Le périmètre couvre « quasiment la totalité de la largeur du lit majeur de l'Escaut au niveau de Proville » pour le dernier segment relativement sauvage de cette rivière avec un stade de renaturation spontanée par la forêt humide, cas unique dans la vallée du Haut-Escaut (et au nord de Paris sur une telle superficie)...
Le site joue aussi « un rôle indispensable dans le contrôle des crues et le maintien de la qualité de l’eau ».
Environ 220 espèces animales y étaient recensées en 2012, dont 25 classées « d’intérêt patrimonial » (de même que plus des trois quarts des formations végétales de la réserve, caractéristiques des boisements alluviaux devenus très rares dans le Nord/Pas-de-Calais).
En l'absence de grands herbivores sauvages, les « milieux ouverts » sont entretenus par le Conservatoire d'espaces naturels du Nord et du Pas-de-Calais, avec l’aide d’exploitants agricoles et éleveurs. Le plan de gestion vise à restaurer et conserver la diversité biologique du cours d'eau, des berges, du lit mineur et du lit majeur, et en particulier de trois types de milieux : la zone alluviale humide, la forêt alluviale et les prairies.

## Géographie & climat

### Localisation

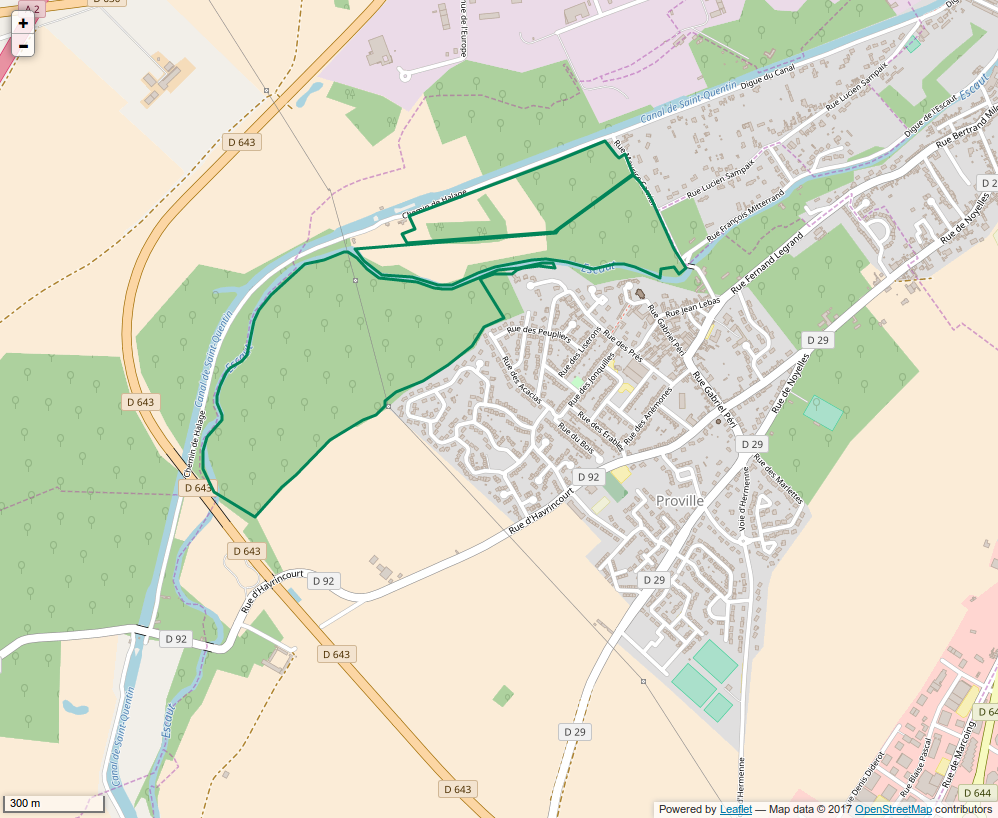
Périmètre de la réserve naturelle.

La réserve de l'Escaut-rivière s’étend sur près de 60 hectares. Elle est localisée sur la commune de Proville, au sud du département du Nord, en région Nord-Pas-de-Calais, à environ 70 km au sud de Lille, dans la périphérie de l’agglomération urbaine de Cambrai. Elle est traversée par l'Escaut-rivière (ainsi dénommé pour le différentier de l'« Escaut canalisé » qui, après Proville devient navigable et rejoint la mer du Nord).

### Climat
Pour Météo-France, la zone climatique subrégionale est de type « Climat océanique de transition » ; climat retrouvé des Monts de Flandres et de Lille au Hainaut et un peu plus exacerbé dans le Cambrésis où la pluviométrie est parmi les plus faibles de la région (644,8 mm, à comparer aux 1 000 mm/an du Boulonnais).

## Éléments de description de la Réserve naturelle

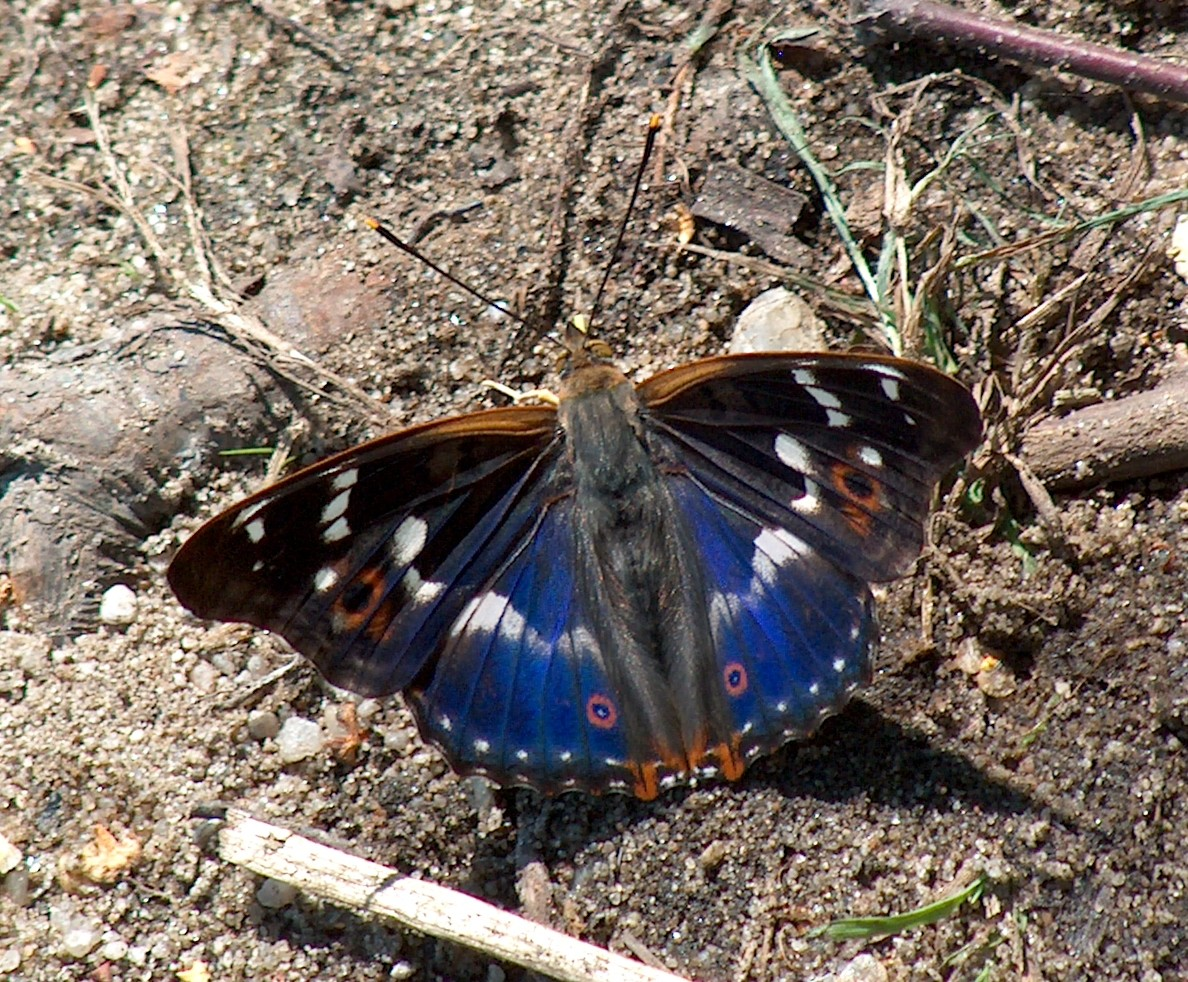
le Petit Mars changeant (Apatura ilia), espèce typique des boisements alluviaux est devenu très rare dans le nord de la France.

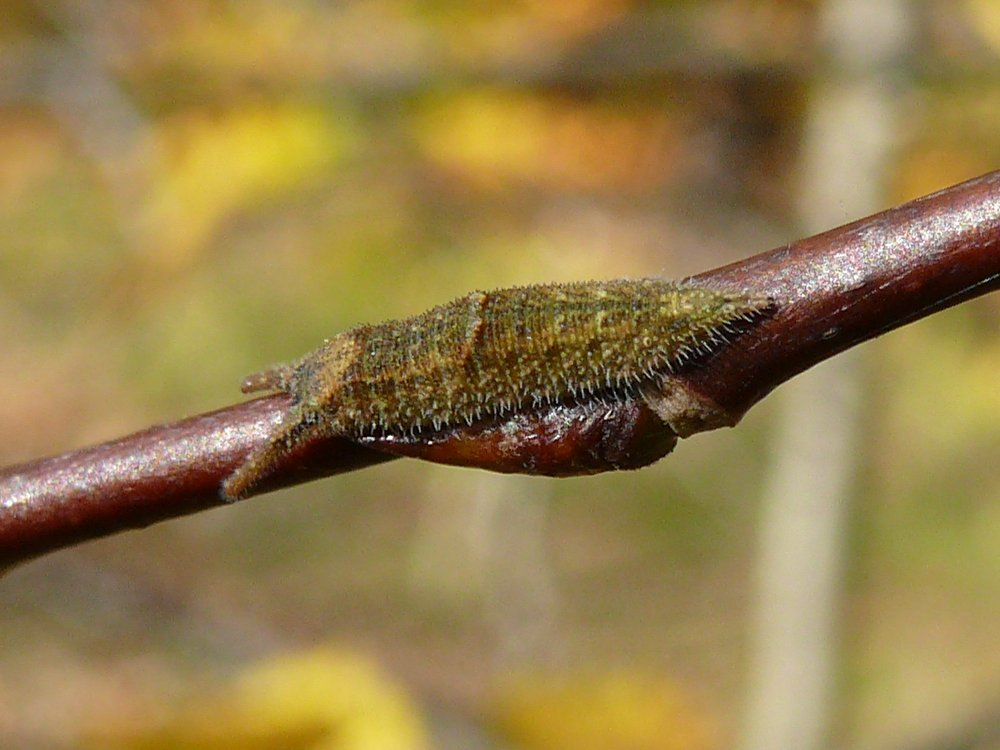
Chenille du Petit Mars changeant (ci-dessus), dont la forme est aussi caractéristique qu'inhabituelle.

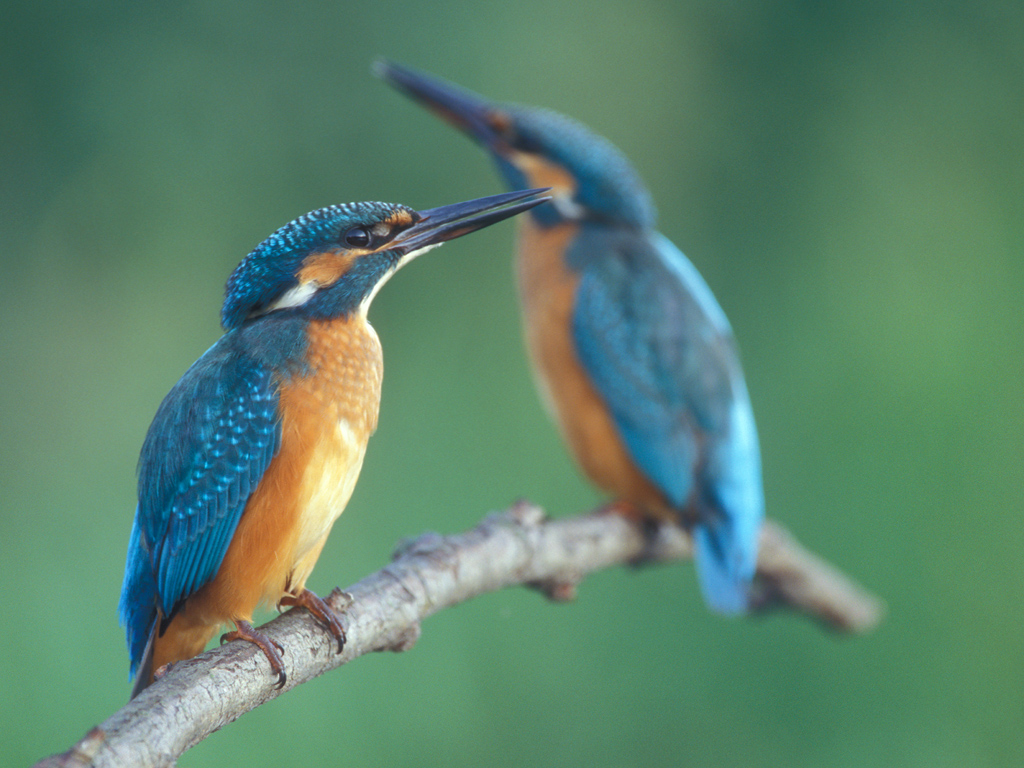
Le Martin-pêcheur d'Europe (Alcedo atthis) est une espèce devenue rare en France (et protégée au niveau européen). C’est une des espèces bioindicatrices de la qualité du milieu des zones humides où il vit ainsi que le long de petits et moyens cours d'eau bordés d'une ripisylve et de quelques berges meubles où le couple peut creuser une galerie et y nidifier.

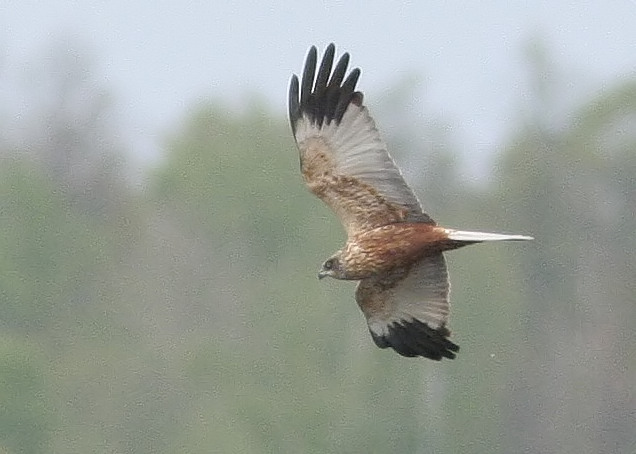
Le busard des roseaux (Circus aeruginosus) est une autre espèce emblématique de la réserve, mais cette fois des milieux ouverts où il joue un rôle important dans le contrôle des petits rongeurs. C’est une espèce protégée, typique des zones humides riches en roselières à phragmites (Phragmites australis).

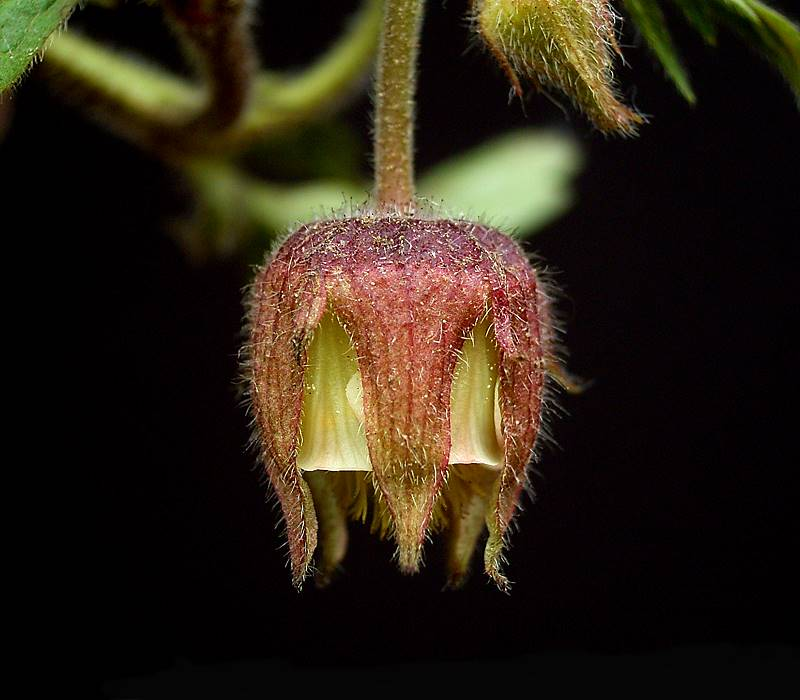
Benoite des ruisseaux, l’une des 171 espèces répertoriées et l’une de celles qui sont ailleurs menacées, par exemple par l’assèchement des milieux.

### Forte spécificité alluviale
La forêt alluviale est considérée comme l’un des milieux ayant le plus régressé en Europe de l'Ouest, mais aussi parmi les plus difficiles à protéger et posant encore des défis pour leur gestion, ; la ripisylve et la forêt inondée ou très humide sont vulnérables et l'exploitation y est souvent non rentable voire dangereuse en raison de l'omniprésence de l'eau et de la forte sensibilité des sols au tassement. La sylviculture moderne comme les scientifiques promeuvent pour ces milieux la « « non-intervention », qui doit être préconisée dans la mesure du possible. Au même titre que les différentes interventions, la non-intervention est à considérer comme un principe de gestion. En laissant les milieux évoluer selon leur dynamique naturelle, elle permet notamment de parfaire les connaissances scientifiques sur le fonctionnement de ces zones et d'améliorer ainsi les techniques sylvicoles. Ces milieux constituent par ailleurs d'excellentes zones de sensibilisation du public, afin de démontrer la libre expression de la dynamique naturelle ». La RNR de l'Escaut-Rivière est aussi utilisée comme lieu de formation par exemple utilisé pour la « formation de formateurs » par l'Éducation nationale, et pour l'initiation à l'interprétation du patrimoine. Les acteurs de la gestion cherchent aussi à améliorer la connaissance floristique, faunistique et fongique et à accompagner au mieux le processus d'autorestauration d'un boisement humide (sylvogenèse) après une coupe rase (de la peupleraie qui l'a précédé). Hors des reboisements spontanés de terrils, c’est un des rares lieux protégés où l’on peut observer un processus de renaturation en cours et sur le long terme. Pour une surface de plus de 10 ha, c’est au nord de Paris un cas unique en zone alluviale humide.

### Forme et faciès
Le périmètre de la réserve a une forme allongée, qui correspond au lit majeur de l'Escaut.
Outre l'Escaut rivière et les milieux inondés connexes, la RNR abrite aujourd'hui pour environ 2/3 de sa surface un milieu forestier jeune (en cours de reconquête) et pour le tiers restant des milieux ouverts prairiaux et humides, typiques des bocages de fonds de vallée d’autrefois.
- En rive gauche de l'Escaut-rivière, le faciès est de type agropastoral. Il est principalement entretenu par des fauches tardives et un pâturage extensif. Deux parcelles de plantations expérimentales de l'Institut national de la recherche agronomique (INRA) sont consacrées au Frêne commun et visent à « comparer la croissance et le comportement en plantation de descendances de Frêne commun récoltées dans quatre peuplements différents » ;
- Sur la rive droite, l’ambiance est au contraire forestière et plus sauvage, avec depuis la fin des années 1990 l’émergence d’un stade pionnier pré-forestier issu du processus de restauration et d'évolution naturelle d'une grande partie du milieu, résultant de la conversion d'une peupleraie rasée en (1994-1995) en un boisement humide et alluvial spontané. En 1997, une partie du site (5 ha entre les deux servitudes linéaires de Réseau de transport d'électricité (RTE) et de GDF) a été consacrée à une plantation expérimentale alternée de peupliers hybrides, de frênes et de chênes en association avec la végétation spontanée, pilotée par le « Centre régional de la propriété forestière » (CRPF), pour étudier la faisabilité technico-économique de plantations mixtes en milieu humide. De 1995 à 2015, un jeune boisement à affinité continentale, beaucoup plus varié, naturel et hétérogène que le précédent s'est restauré. Il est dominé par le Frêne commun (Fraxinus excelsior) et le Cerisier à grappes (Prunus padus)[12] en formations plus hétérogènes que l'ancien peuplement de clones de peupliers en alignements. Depuis la coupe rase de 1994, la canopée s'est peu à peu reconstituée, en retrouvant un aspect naturel et hétérogène. Elle est néanmoins fragmentée par deux tranchées rectilignes qui coupent le Bois Chenu transversalement : l'une est due au passage d'une canalisation de gaz (appartenant à Gaz de France qui implique une convention de servitude interdisant la plantation d'arbres ou d'arbustes dans les 2 m de part et d’autre de la canalisation) ; l’autre est due au passage de lignes électriques moyenne et haute-tension traversant le secteur parallèlement à la conduite de gaz et impliquant également une servitude d’entretien (autrefois assuré par « RTE » et aujourd’hui assuré par la Commune de Proville)[13].

### Habitats
Une vingtaine de types de biotopes ont été identifiés sur ce site.
Ils y coexistent et évolueront en fournissant des habitats variés pour une faune, flore et fonge diversifiées, avec notamment une flore palustre (roselières notamment) et flottante dans le cours d'eau ainsi qu'un boisement humide à Cerisier à grappes (typique des boisements continentaux).
Les inventaires faits par le Conservatoire des sites depuis 20 ans montrent que « Plus de 3/4 de ces formations végétales sont considérées comme patrimoniales dans le Nord-Pas-de-Calais »

### Contexte écopaysager
Il est caractérisé par une forte anthropisation. La réserve n’est située qu’à environ 3 kilomètres du centre de la ville de Cambrai, elle-même au centre d'un vaste openfield consacré à l'agriculture intensive depuis plusieurs siècles. Une voie de déviation/contournement de Cambrai a récemment été construite en viaduc au sud-ouest de la Réserve naturelle, au-dessus de l'Escaut et du canal de Saint-Quentin sur 280 m et inaugurée en septembre 2010
La RNR est longée par le canal de Saint-Quentin et abrite la dernière partie sauvage de l'Escaut-rivière.
Le niveau de la rivière tend à baisser en été et à monter en hiver, avec, comme en témoignent des limons plus ou moins anciens, de possibles crues épisodiques bien que plus rares depuis les aménagements de l'Escaut.
Le site est aujourd'hui « principalement alimenté en eau par la nappe phréatique. Les variations des niveaux d'eau sont donc très atténuées sauf lors d'épisodes pluvieux de forte intensité où l'Escaut sort de son lit et inonde les prairies comme ce fut le cas en automne 2008 » p. 14/234.

### Relief et géomorphologie
La réserve se situe dans une zone alluviale sur un sol relativement plat, en légère pente, toutefois marqué par les fossés et quelques mares ainsi que par les talus qui servent d’endiguement à l’Escaut-rivière

### Sol et géologie
La couche de terre végétale est souvent fine. Elle recouvre des alluvions plus ou moins récentes qui tapissent le fond de la vallée sur une épaisseur variant de 20 cm (au sud du site) à 4,30 m. Ce niveau surtout formé de limons argilo-sableux (avec des débris crayeux) correspond au lit majeur de l'Escaut, ici aujourd’hui typique d'une rivière de plaine à cours lent. Des limons argilo-sableux y témoignent néanmoins d'anciens régimes de crues (avant création du canal de Saint-Quentin et de la gestion à grande échelle des eaux de l'Escaut).
Ailleurs la « craie blanche du Sénonien » forme le socle de cette plaine alluviale. Elle est recouverte d’un vaste et épais manteau limoneux et lœssique très fins, argilosableux (gris en surface et jaunâtre à ocreux en profondeur). Ce lœss déposé au pléistocène atteint parfois 10 mètres d'épaisseur sur les plateaux ; il cache presque partout la craie. Il confère au plateau sa richesse agronomique. Une richesse telle qu’il a précocement été entièrement déboisé pour être mis en culture. Le substratum dans lequel coule l'Escaut comprend souvent des débris crayeux et des galets de silex déposés à la suite de l'érosion de la craie.

### Hydrogéologie

#### Eaux souterraines
Enjeux : Le plafond de la nappe sous-jacente alimente en eau la RNR une partie de l’année et les sols gorgés d'eau de la réserve peuvent ensuite réalimenter cette même nappe qui est de type sédimentaire et qui s'étend sous toute la région de Cambrai.
Description : L'aquifère principal s’est ici formé dans les micropores, pores et microfailles de la craie du Sénonien et du Turonien supérieur. Le « mur » de ce réservoir est formé de marnes (du Turonien moyen et inférieur). Ces formations datent du crétacé.
Dans la nouvelle terminologie, elles correspondent à la « masse d'eau de la Craie du Cambrésis » dont la surface couvre environ 1 170 km2, dans l'écorégion dite des « Plaines occidentales » du « District de l'Escaut » (nappe entièrement alluviale et à dominante sédimentaire).

Elle est limitée du nord à l'est par l'interfluve Selle (rivière)-Écaillon, puis par des crêtes piézométriques la séparant du bassin de la Sambre au sud-est, du bassin de la Somme au sud-ouest et du bassin versant amont de la Sensée à l'ouest. 
Le plafond de la nappe baignant les limons quaternaires perméables, le régime de la masse d'eau est considéré comme libre, mais sous les alluvions du fond de vallée, son régime est semi-captif. Cette masse d'eau est essentiellement drainée par le réseau hydrographique et elle constitue 95 % de son alimentation.
Prélèvements : Ils sont significatifs, réalisés dans le Cambrésis par de nombreux puits et forages. À cause des prélèvements faits depuis plusieurs siècles dans la nappe et en raison de la régulation de l’Escaut, le niveau piézométrique de la nappe de la craie se situe aujourd’hui à environ 8 m de profondeur (moyenne annuelle). Il fluctue selon les saisons et la pluviométrie. La nappe affleure les hivers pluvieux et baisse à cause des déficits pluviométriques.
Le bois et les prairies sont situés dans un point bas naturellement exposé aux remontées de nappe, de même que toute la vallée plus au nord, Cambrai ayant déjà fait l’objet d’un arrêté de catastrophe naturelle pour cette raison. La battance[Quoi ?] de la nappe et ses remontées hivernales sont des phénomènes dont l’importance et la fréquence devrait selon les prospectivistes et climatologues s’accroitre. Les modélisations pour cette partie de l’Europe laissent craindre des étés plus chauds et secs et des hivers beaucoup plus pluvieux, mais le potentiel d’évapotranspiration du milieu peut aussi contribuer à améliorer le cycle local de l’eau.
Qualité : L’absence de couche argileuse protectrice sur la craie la rend vulnérable aux pollutions, agricoles, urbaines et industrielles. Cette masse d’eau est d’ailleurs actuellement classée comme de qualité « médiocre », avec un objectif de bon état global reporté par le SDAGE de 2015 à 2027 (sauf pour l'objectif quantitatif qui vise encore 2015). L'objectif de bon état chimique a été repoussé à 2027 avec comme argument du report que le temps de transfert des polluants dans les eaux souterraines est lent et qu’atteindre l’objectif de bon état en 2015 exigerait des « coûts disproportionnés ». Cette nappe est entièrement classée vulnérable au regard des nitrates : « les nitrates sont un paramètre dégradant ou à risque pour le bon état des eaux au titre du SDAGE pour la craie du Cambrésis et le canal de Saint-Quentin (…) En eau superficielle, les moyennes se situent au-dessus du seuil d’eutrophisation et proches de 30 mg/l. Sur les 16 points suivis en eau souterraine, les seuils de 40 et 50 mg/l sont dépassés dans la craie du Cambrésis (1010) pour 5 points (3 en hausse depuis 2004). Les 5 points suivis depuis 92 sont en forte hausse, de 6 à 20mg/l ». Les seuils de 40 et 50 mg/l de nitrate sont dépassés en eau souterraine sur la Craie du Cambrésis et le seuil d'eutrophisation en eau superficielle est dépassé sur tous les points suivis par le réseau de mesure de l’Agence de l’eau, ce qui implique des mesures de limitation des apports en azote et pesticides dans la zone, avec des distances d’épandage d’engrais, fumiers et lisiers à respecter par rapport aux cours d’eau et plans d’eau.

#### Eaux superficielles
Les fossés qui sont présents dans la RNR contribuent à drainer les eaux qui y ruissellent. Ils la dirigent vers le Canal de Saint-Quentin et vers l’Escaut. Les sols prairiaux et l’humus qui se reconstituent sous les arbres peuvent aussi stocker, filtrer et épurer (pour ce qui concerne les polluants biodégradables) une quantité significative d’eau.
Comme tous les cours d’eau s’écoulant sur un substrat perméable, l’Escaut est accompagné d’un « compartiment sous-fluvial » susceptible d’abriter une faune dite « hyporhéique ». La « zone hyporhéique » étant la zone de faible profondeur située sous le sédiment, et où circulent dans les interstices du substrat à la fois de l'eau libre du cours d'eau et de l'eau de la nappe, bien plus lentement que dans le cours d'eau. Son comportement et les espèces qui en dépendraient éventuellement sont à ce jour très mal connus, et le canal de Saint-Quentin et les divers forages ou aménagements hydrauliques (dont les premiers datent au moins du haut Moyen Âge) ont probablement déjà beaucoup modifié ce compartiment.

#### Hydrologie
La réserve est située à près de 30 km de la source de l’Escaut, en toute fin de sa partie relativement sauvage qui s’écoule sur une très faible pente (0,18 % en moyenne) avec un faible débit (1 à 3 m3/s, hormis après de fortes pluies ou en période de remontée de nappe). Le fleuve est ensuite canalisé et régulé sur près de 400 kilomètres, drainant un vaste bassin versant (plus de 20 000 km).
Avant d'entrer dans la réserve, l’Escaut-rivière a déjà reçu de l’eau du contre-fossé du canal de Saint-Quentin, de deux affluents (le torrent d'Esne à hauteur de Crèvecœur-sur-l'Escaut et l'Eauette à hauteur de Marcoing) et de quelques sources, mais l’essentiel de cette eau a déjà été renvoyée (en continu et via plusieurs prises d'eau), dans le canal de Saint-Quentin.
Dans le sens amont-aval, deux ouvrages de régulation du débit (vannes, moulin) sont situés à Noyelles-sur-Escaut puis à Proville. Dans la vallée, le lit majeur est essentiellement occupé par le canal de Saint-Quentin, ce qui a perturbé les échanges hydro-bio-géologiques.

Les prairies pâturées et zones humides qui couvraient autrefois le fond de vallée ont fortement régressé, au profit des champs, villes et zones d'activités, ce qui explique que les débordements de l'Escaut sont de moins en moins tolérés.
Les riches sols du lit majeur et des plateaux adjacents ont appelé une agriculture intensive, source de revenus supplémentaires depuis plusieurs siècles dans le Cambrésis, mais qui a dans les vallées rendu un drainage nécessaire et a pollué la nappe.
De la source à Cambrai, l'histoire ancienne du lit mineur est méconnue, mais de la préhistoire à nos jours, le parcours de l'Escaut a progressivement perdu ses méandres au gré de rectifications successives, de curages et « enfoncement » avec une sédimentation quasi généralisée due à l’impossibilité de constituer de nouveaux méandres et à au moins 12 ouvrages, souvent difficilement franchissables sur son cours. De la source à Cambrai, les berges sont presque partout en matériaux naturels, mais le flux de l'eau est fortement modifié par divers barrages et le cours de l'Escaut-rivière a aussi été  « fixé » dans la réserve par encadrement du lit mineur par des « bourrelets » formés de sédiments curés. Il semblerait cependant que l'Escaut n'ait pas fait l'objet de rectification importante au niveau du site.
La ripisylve est localement perturbée (vieillissement, rareté ou disparition sur certains tronçons). Proville est la dernière partie où les berges de l'Escaut sont peu perturbées, avant Cambrai (AEAP, 2008).
À Proville, le lit majeur a une largeur de +/-700 m s et un profil asymétrique.
La RNR de l'Escaut rivière couvre la quasi-totalité de la largeur du lit majeur sur quelques centaines de mètres, hormis pour les terrains agricoles de la rive gauche du canal de Saint-Quentin qui ne sont pas inclus dans le périmètre.

### Topographie, microtopographie
La zone mise en réserve correspond à un segment du lit majeur de l’Escaut dans une zone à faible courant où il est peu érosif.
Sa surface en est donc globalement plate, avec un très faible dénivelé (passant de la cote 49 mètres à la cote 46 m) et une légère inclinaison vers le nord/ouest dans le secteur du Bois Chenu et vers le sud/est dans les prairies de l'Escaut.
La microtopographie est marquée par les anciens réseaux de fossés, les mares et quelques « microreliefs » résultants de dépôts de boues de curage (il en reste une sorte de bourrelet sur chaque berge, qui limite les capacités de l'Escaut-rivière à déborder et à créer de nouveaux méandres.

### Sols
En contact avec la nappe qui est normalement affleurante dans cette zone, le sol d'origine fluviatile (dit fluviosol) est naturellement hydromorphe (gorgé d'eau). Mais en raison de l’histoire du site et de la vallée, il peut avoir été perturbé par des drainages ou par des apports de matériaux (pour stabiliser un chemin par exemple) ou par des apports de sédiments (de curage). La litière y est actuellement généralement fine à inexistante en raison d'une minéralisation rapide de la matière organique.
Dans la réserve, ce fluviosol est naturellement périodiquement ennoyé par le battement de la nappe, ce qui lui confère une qualité de pseudogley.
Ce sol est localement riche en éléments nutritifs et il pourra évoluer en sols « paratourbeux » ou vers des sols plus humiques là où il s’enrichit en matières organiques (à partir du bois mort, des feuilles mortes et du carbone accumulé par la strate herbacée des prairies ou du sous-bois). Il pourrait localement (dans les chablis notamment) s'épaissir et évoluer avec le retour d’une riche forêt humide et d’une végétation hydrophile dense (avec déjà plusieurs espèces remarquables observées).
Sur la partie la plus hydromorphe repose un « humus doux » de type mull ou hydromull dans les zones plus humides, avec un pH proche de la neutralité chimique (pH de 6 à 7).

## Accès et accueil du public
Le site est ouvert à la promenade pédestre toute l’année via le chemin de randonnée (dit « Chemin noir ») qui longe les prairies de l'Escaut à partir du parking situé le long de la rue Maurice Camier et qui traverse la réserve d'Est en Ouest. Le secteur dit du « Bois Chenu » est accessible via le sentier longeant le lotissement construit rue des Prés, permettant de faire le tour du boisement.
Une passerelle de bois permet de traverser l'Escaut et de passer facilement d'un secteur à l'autre.
Des chaussures de marche ou bottes sont recommandées (circuit d'une bonne heure pour la boucle complète).

## Histoire du site
Son histoire ancienne est mal connue, mais il a probablement été occupé, visité et utilisé par l'Homme depuis le néolithique et l’occupation romaine de la région. Le cadastre napoléonien montre un territoire presque vierge de construction. On observe que l'Escaut était rectifié sur une partie de son cours et entièrement endigué, localement bordé de parcelles dont la forme (très étroites petites et allongée) évoquent une activité de maraichage, l’essentiel étant sans doute plutôt consacré au pâturage et plus encore à la production de foin (comme l’évoque les toponymes « Les prés », « Chemin des près », alors que les zones situées sur le bassin versant Est de l’Escaut-rivière sont dénommées « Champ des argilières » puis « La haute-Borne »).
Une parcelle bordant l’Escaut-rivière en rive droite juste en aval de l'ancien barrage du « moulin de Cantigneul » a probablement abrité un élevage de poissons comme l’évoque son toponyme « Les foursières » ou « les foucières » (foursière était synonyme en moyen français de « réservoir (ou vivier) à poissons ». Un autre toponyme « les riez » évoque des terres autrefois en friche)...
Ce fond de vallée humide a été acheté par la famille Chenu, au sein de laquelle à la fin du XIXe siècle Ernest (fils de Louis-Étienne, notaire à Cambrai et de Lydie Chenu) décide d’élargir le domaine familial en rachetant les parcelles qui l’entouraient. Il s’agissait alors surtout de prairies humides s’étendant entre l'Escaut et le chemin des Près. Il y plante des arbres de rente (peupliers qui sont les arbres qui poussent le plus vite dans ce type de milieu), tandis qu'une partie de la flore spontanée sauvage y trouve aussi refuge. Son fils Jean hérite du site et continue à le boiser. Mais lors de la Première Guerre mondiale, comme partout dans le Nord-Pas-de-Calais, le boisement est pillé et presque entièrement rasé. Jean Chenu y restaure une peupleraie qui persistera jusqu’au rachat du site en 1984 par la municipalité, avec l’aide du ministère de l’environnement.
Faisant suite au projet de construire un terrain de golf, malgré un premier plan de gestion proposé par l’Office National des Forets (ONF) en 1985, le bois subit alors une vaste coupe rase (durant l’hiver 1994-1995, sans autorisation administrative de défrichement). De lourds engins de débardage et de chantier défoncent les sols alluviaux gorgés d’eau et ne laissent que quelques chicots et amas de branches, ce que la population apprécie peu, d’autant que la région est la moins boisée de France (7 à 8 % de boisement vers 1995), et que l'arrondissement de Cambrai est lui-même le moins boisé de la région (< 5 %). En 1995, une nouvelle équipe municipale s'engage à restaurer le site, sur la base d'un plan de gestion restauratoire réalisé sur des bases scientifiques et avec l’aide de l’État, de la région. Depuis ce document est périodiquement révisé pour l’adapter aux spécificités du milieu et à ses potentialités.

Alors qu’un boisement plus spontané et plus riche en biodiversité se reconstitue peu à peu, en 1996 la commune confie par le biais d'un bail emphytéotique les dernières prairies de l'Escaut (12 ha) pour les restaurer à une équipe de 7 jeunes en contrats aidés. Ainsi, les clôtures sont remplacées, les haies bocagère restaurées, et le site aménagé pour que le public puisse en profiter, après « restauration et création de milieux aquatiques (approfondissement de dépressions, étrépage, création d'une mare de substitution pour les amphibiens, etc.), le pâturage, etc. ». Une mare est créée à proximité du lieu-dit "la brasserie" pour accueillir les espèces de milieux ouverts, les batraciens et les libellules. Des panneaux didactiques permettent de découvrir la richesse de la faune et la flore locale qui évolue au rythme de la reconquête du milieu par la nature.
Le caractère alluvial et très humide du site le rend difficile à exploiter par les engins lourds, ce qui lui confère une grande écopotentialité en tant que réservoir de biodiversité, et a justifié des études approfondies, puis un classement en aire protégée. Cette action a été récompensée par un trophée régional des éco-acteurs (1999), un prix départemental de l’arbre (2000), et deux trophées des éco-maires (1999 et 2001).
Le statut de réserve naturelle a été proposé en 2007 par la municipalité, administrativement validé le 10 octobre 2011. La réserve a été inaugurée après quelques aménagements pédagogiques et d’accueil du public le 23 juin 2012.

## Études et connaissance du patrimoine naturel

### Généralités
Le site est intégré dans une ZNIEFF de type 1 (inventaire 2e génération) de 187 hectares nommée Marais de Cambrai et Bois Chenu (no 310030048),, mais outre un bois privé (bois de la folie) situé de l’autre côté de l’Escaut-rivière, il reste peu de boisements naturels ou de zones humides importantes dans cette zone dominée depuis plusieurs siècles par l’agriculture intensive.
Par l'Escaut, le site est indirectement « connecté » à la zone Natura 2000 la plus proche (« Vallées de la Scarpe et de l'Escaut », à près de 20 km au nord), et il est le plus proche de la ZNIEFF no 103 (« Bois de Bourlon », sur une butte tertiaire plus acide, à l’ouest) puis du « Bois d'Havrincourt » (ZNIEFF n °103, un peu plus au sud, la proche zone boisée la plus vaste du Cambrésis avec 492 ha, en comptant les espaces périphériques de l'inventaire).
On trouve aussi la ZNIEFF no 95 (« Bois Couillet et coteau de Villers-Pouich ») .

## Inventaires naturalistes
Peut être parce que dominée par l'agriculture, le Cambrésis a été historiquement moins prospecté par les naturalistes que le reste de la région.

Au milieu du XIXe siècle, c'est l'abbé Godon (1858-1932), botaniste confirmé, qui semble avoir été le premier à collecter des informations sur la faune et la flore du site, puis la thèse de R. Lericq (1965) relative à l'étude des groupements végétaux du bassin français de l'Escaut évoque plus explicitement le Bois Chenu lui-même.
C’est enfin dans les années 1990 que des inventaires beaucoup plus complets sont faits sur le Bois Chenu et les prairies de l'Escaut (Bailleul, 1996). La comparaison de ces inventaires montre que plusieurs espèces remarquables ont disparu du site où elles étaient encore signalées avant le début du siècle : Hyoscyamus niger L, avant les années 1960 (c’est le cas de Anemone ranunculoides L., Hippuris vulgaris L., Catabrosa aquatica (L.), Ranunculus lingua L., Eriophorum polystachion L., Menyanthes trifoliata L., Stellaria palustris Retz.) ou plus récemment Leucojum vernum L., Butomus umbellatus, Saxifraga granulata.
Les inventaires d'habitats sont aujourd’hui les plus complets pour les zones de prairies. Ils seront poursuivis sur le long terme dans la zone boisée qui va évoluer (le processus de sylvogenèse s’étendra sur plusieurs siècles).

L’ONF a fait quelques inventaires partiels du boisement avant 1985 et les inventaires faunistiques, floristiques et fongiques qui ont suivi ont été enrichis d’un inventaire des champignons réalisé de 1997 à 2002 par la Société mycologique du nord de la France et d'un suivi botanique de milieux remarquables par le Conservatoire Botanique National de Bailleul, mais ils ne sont qu’entamés. 171 espèces de plantes supérieures ont été identifiées de 1994 à 2010, mais des milliers d'espèces animales et de la fonge, discrètes ou méconnues n’y figurent pas encore. D’autres apparaitront ou se développeront avec l’évolution du milieu vers une « forêt sub-naturelle » (ex : lianes de type houblon, plantes épiphytes et lichens, espèces saproxylophages, etc.) ou en raison du changement climatique ou pour d'autres raisons. D'autres espèces encore disparaitront pour les mêmes raisons ou d'autres.

### Inventaire des habitats naturels ou semi-naturels
À ce jour, selon l'INPN, les milieux remarquables ou « déterminants » de la cartographie Corine Biotope et qui ressortent de l'inventaire ZNIEFF du bois Chenu et des milieux associés sont :
- les Eaux mésotrophes, milieux relativement typiques du nord de la France (hormis sur les buttes et landes reliques tertiaires siliceuses où l’on trouve encore quelques milieux oligotrophes[49] ;
- les « zones de végétations flottant librement » (ref 22.41)[50] ;
- la « végétation des rivières eutrophes »[51] ;
- les « communautés à Reine-des-prés et communautés associées »[52] ;
- les « prairies humides atlantiques et subatlantiques »[53] ;
- la « forêt de Frênes et d'Aulnes des fleuves médio-européens »[54] ;
- le « bois de Frênes et d'Aulnes des rivières médio-européennes à eaux lentes à cerisiers à grappes »[55] ;
- le « bois marécageux d'Aulnes »[56] ;
- la roselière, ici de type « phragmitaie »[57].

Les autres habitats et biotopes inventoriés de 1995 à 2011 sont (nommés selon la terminologie « Corine Biotope ») :
- « Eaux douces », parmi 2562 biotopes dulcaquicoles répertoriés pour leur intérêt en France (en 2014)[58] ;
- « Groupements à Bidens tripartitus », parmi 157 sites de ce type répertoriés pour leur intérêt en France (en 2014)[59] ;
- « Couvertures de Lemnacées », parmi 157 sites de ce type répertoriés pour leur intérêt en France (en 2014)[60] ;
- « Prairies à Agropyre et Rumex », parmi 230 sites de ce type répertoriés pour leur intérêt en France (en 2014)[61] ;
- « Ourlets riverains mixtes », parmi 173 sites de ce type répertoriés pour leur intérêt en France (en 2014)[62] ;
- « Pâtures mésophiles », parmi 2638 sites de ce type répertoriés pour leur intérêt en France (en 2014)[63] ;
- « Formations riveraines de Saules », parmi 1016 sites de ce type répertoriés pour leur intérêt en France (en 2014)[64] ;
- « Saussaies marécageuses à Saule cendré », parmi 263 sites de ce type répertoriés pour leur intérêt en France (en 2014)[65] ;
- « Roselières basses », parmi 340 sites de ce type répertoriés pour leur intérêt en France (en 2014)[66] ;
- « Peuplements de grandes Laîches » (Magnocariçaies), parmi 524 sites de ce type répertoriés pour leur intérêt en France (en 2014)[67] ;
- « Plantations de Peupliers » (parmi (795 sites de ce type répertoriés pour leur intérêt en France (en 2014)[68] ;
- « Bordures de haies » (écotones) (parmi 799 sites de ce type répertoriés pour leur intérêt (en 2014)[69].

### Inventaires faunistiques
Malgré une forte influence anthropique principalement due à la création du canal de l'Escaut qui « modifie probablement le fonctionnement hydrologique de la zone et l'aménagement très récent du contournement de Cambrai », les inventaires naturalistes ont mis en évidence de nombreuses espèces répondant aux critères patrimoniaux en vigueur, avec notamment une grande richesse faunistique, par exemple pour les groupes ou taxons suivants :
- Invertébrés, avec sept « espèces déterminantes » de libellules (odonates) dont le Lestes dryas (récemment découvert) et Calopteryx virgo, Ischnura pumilio, Coenagrion scitulum, Sympetrum danae, Sympetrum flaveolum, Metrioptera roeseli, Conocephalus dorsalis, Tetrix ceperoi avec également Sympetrum danae, Sympetrum pedemontanum, Sympetrum flaveolum, Calopteryx virgo, Ruspolia nitidula signalés dans les années 1990 mais non revus, ou encore Conocephalus dorsalis, assez commun dans la région, mais considéré comme menacé dans son aire de répartition[71]. De nombreux autres insectes sont présents dont Apatura ilia ;
- Poissons, l'Escaut abritant notamment le Brochet (Esox lucius dont le frai et l’habitat sont protégés en France[72], le superprédateur des cours d’eau), mais aussi l’Anguille européenne (Anguilla anguilla, en forte régression dans la région et en Europe) ou encore la Bouvière Rhodeus sericeus, qui est nécessaire à la reproduction des moules d’eau douce autochtones (unionoïdes) ;
- Oiseaux, avec en particulier dans le cortège des espèces liées aux roselières le Busard des roseaux (classé en annexe I de la directive Oiseaux), qui niche dans la réserve où est réapparu le Phragmite des joncs vulnérable en région (Tombal 1996) et la Gorgebleue à miroir (annexe I de la Directive oiseaux) typique des zones humides hétérogènes et ailleurs victime du drainage et de l’artificialisation du territoire[71]. On trouve aussi Rallus aquaticus, Alcedo atthis, Luscinia svecica, Cettia cetti et Acrocephalus schoenobaenus.
- Mollusques, avec Vertigo moulinsiana (espèce vulnérable en France et classée en annexe II de la Directive Habitats, et Balea perversa, peu commune en région bien que localement abondante dans le Montreuillois[73], parmi 34 espèces de mollusques recensés de 1995 à 1999[74].

### Inventaires floristiques
Le site abrite diverses espèces et végétations déterminantes de ZNIEFF telles que les végétations aquatiques à callitriches, les prairies humides (Eleocharito palustris - Oenanthetum fistulosae en particulier) ou les boisements alluviaux (Cirsio oleracei - Alnetum glutinosae, Pruno padi - Fraxinetum excelsioris).

À cette liste remarquable d'habitats est associée une liste d'espèces d'intérêt patrimonial : la Benoîte des ruisseaux (Geum rivale), l'Achillée sternutatoire (Achillea ptarmica), la Colchique d'automne (Colchicum autumnale), la Dactylorhize négligée (Dactylorhiza praetermissa), la Renoncule aquatique (Ranunculus aquatilis) et l'Orme lisse (Ulmus laevis). En 2010, l'Anémone fausse-renoncule (Anemone ranunculoides) a été revue pour la première fois depuis une centaine d'années dans le Bois Chenu. On compte au total 8 végétations et 10 espèces déterminantes de ZNIEFF.

### Fonge (champignons)

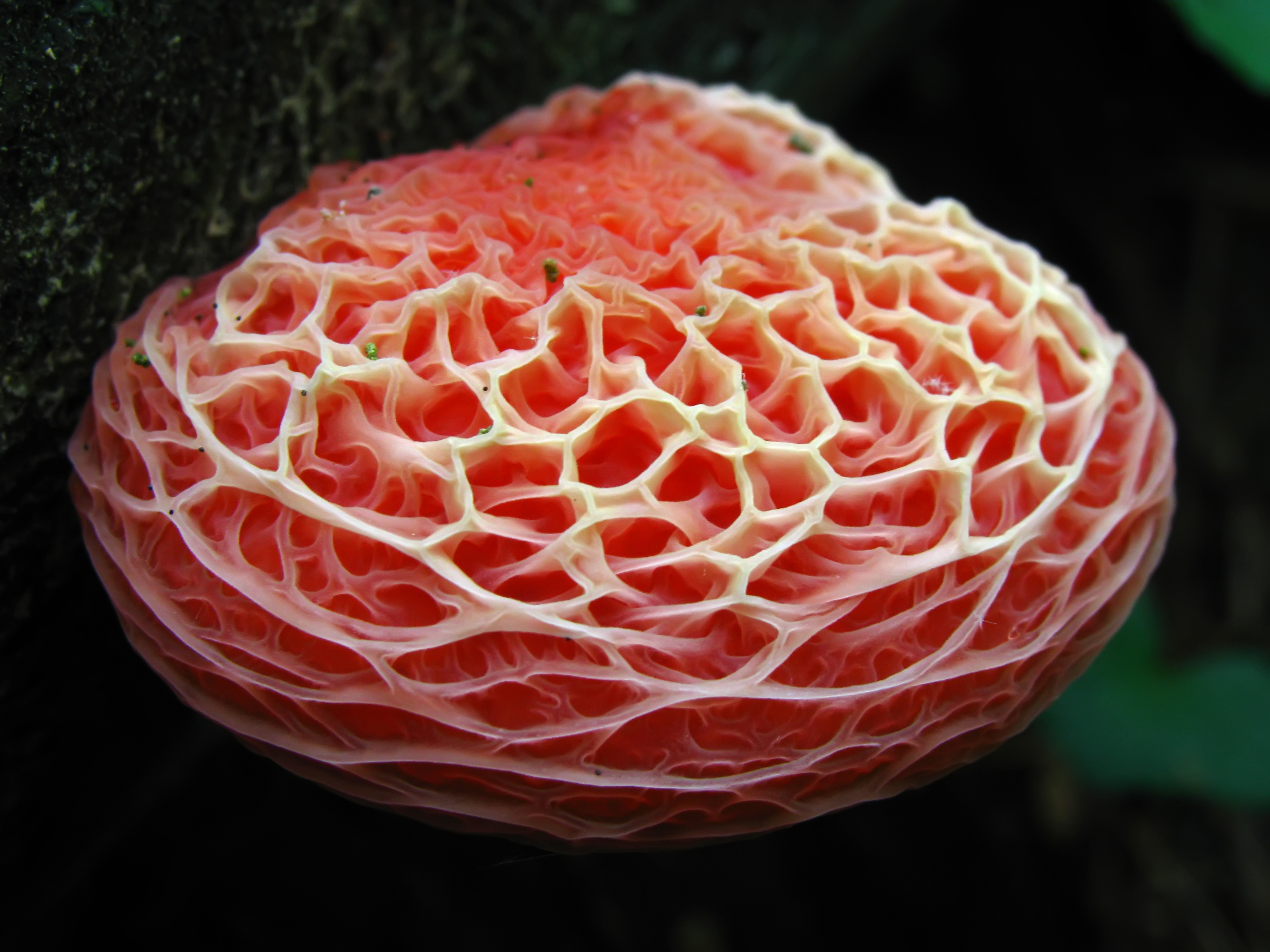
Grâce au retour du bois mort, Rhodotus palmatus, espèces devenues rares en raison de la disparition de son habitat, est à nouveau observée dans la RNR

Selon le CSN, alors que le boisement évolue naturellement, « Les branches mortes et les troncs sont volontairement laissés sur place pour servir de gîte et couvert à tout un cortège animal et contribuent, en plus de la préservation du sol forestier, au développement de plus de 350 espèces de champignons », soit dans le seul Bois Chenu 10 % de la biodiversité fongique régionale connue à l'époque (cf. annexe VIII). L’inventaire se poursuit. 33 espèces sont jugées patrimoniales (cf. tableau 7),
Ces champignons sont souvent des espèces inféodées aux bois morts en milieux humides. Ils diffèrent selon l’espèce, le degré de dégradation du bois, et selon l’environnement (troncs de bois durs ou tendres, debout ou tombés au sol, semi-immergés ou non, etc). Outre les 350 espèces inventoriées dans le bois de 1997 à 2002 par la Société Mycologique du Nord, principalement dans le cadre d'une thèse de doctorat en pharmacie, d’autres espèces seront sans doute découvertes car le fait de laisser le bois mort en place favorise sa décomposition par une riche communauté saproxylophage qui produira un humus favorisant lui-même d’autres espèces.

## Enjeux et valeurs patrimoniales

### Valeurs patrimoniales
Le contexte d'openfield sec confère à ce milieu naturel une valeur paysagère, écopaysagère, récréative et socio-économique particulière. Il est un « réservoir de biodiversité » dont la valeur est accrue par le fait que les zones humides couvrent moins de 1 % du Cambrésis et de la région, alors qu'elles abritent encore plus de 25 % de la biodiversité régionale, dans des milieux encore peu protégés, et selon le « SRCE-TVB » dans la région Nord-Pas-de-Calais seuls 3,76 % du territoire font l'objet d'une mesure de protection de la nature, contre 15,16 % en France métropolitaine.
La forêt alluviale renaissante de Proville a également une valeur intrinsèque élevée augmentée par le fait qu’elle compte parmi les milieux qui sont devenus les plus rares en Europe. Le conseil de l’Europe lui a attribué en 1981 une valeur patrimoniale de niveau européen et international
Ici, la battance saisonnière de la nappe alluviale et les pratiques agropastorales augmentent ce potentiel, entretenant des formations végétales caractéristiques des plaines alluviales (forêt humide riveraine, forêt-galerie, caricaies, roselières, mégaphorbiaies, prairies hygrophiles à meso-hygrophiles) qui sont des milieux sous le contrôle de l'eau (superficielle et/ou souterraine) et en dépendant, avec en outre un contexte de haies et bosquets .
La Réserve abrite des dizaines d’espèces protégées et quelques espèces animales et végétales rares telles que Vertigo moulinsiana, un petit escargot protégé au niveau européen, ou la Benoîte des ruisseaux (Geum rivale), espèce végétale devenue très rare et même menacée d'extinction dans la région.

### Valeur scientifique et pédagogique
Le complexe alluvial de Proville est aussi un témoin vivant et dynamique (car en évolution constante) du « potentiel écologique » du fond de vallée de l’Escaut, car représentatif et même typique des milieux alluviaux (prairies humides, boisements alluviaux et zones humides connexes telles que mares et réseaux de fossés) qui constituaient autrefois une grande partie du fond de vallée de l’Escaut. Ce type de milieu est devenu très rare en France et plus encore dans le Cambrésis où la fertilité des terres a depuis longtemps encouragé une agriculture intensive en grande partie dévolue aux céréales.
Le stade pionnier de boisement alluvial en évolution spontanée est un cas unique dans le Cambrésis et dans le grand nord de la France, ce qui renforce la valeur pédagogique et scientifique du site, ouvert aux thésards, étudiants, lycées, collégiens ainsi qu’aux enfants des écoles locales. Ces derniers peuvent notamment être accueillis pour des animations thématiques dans un espace dit « Espace Chico Mendes », mis à disposition et entretenu par la municipalité.
La présence de bois mort et d’un sol plus riche en complexes organiques, ainsi que la renaturation progressive du milieu permettront d’augmenter sa valeur de puits de carbone.
Le bois mort est également nécessaire aux champignons et aux microorganismes qui s’en nourrissent, mais aussi à de nombreuses espèces d’invertébrés dits saproxylophages (littéralement « qui se nourrissent de bois en décomposition »). Or ces derniers comptent selon le Conseil de l’Europe parmi les espèces les plus menacées et elles seront à leur tour une source de nourriture importante pour de nombreux oiseaux (pics notamment, mais aussi jeunes perdreaux, faisans…) et autres animaux (amphibiens, chauve-souris, poissons, et petits mammifères insectivores tels que musaraignes, hérissons, etc.).

### Enjeu pour l’eau
La Directive cadre sur l’eau et sa déclinaison dans le droit français imposent un retour du « bon état écologique » avant 2015, ce à quoi le SDAGE doit contribuer, avec une nouvelle stratégie préparée en 2014-2015 pour être appliquée à partir de 2016.
Plus en aval, en raison de son usage comme canal, de sa fréquentation et de ses multiples connexions avec d’autres cours d’eau, l’Escaut canalisé est une voie d’entrée et de migration pour de nombreuses « espèces exotiques envahissantes » ou susceptibles de le devenir. La RNR de Proville joue un rôle de réservoir de biodiversité, mais aussi de vaste lagunage naturel qui contribue a améliorer la qualité de l'eau. Or, l’Escaut est avec la Meuse une source essentielle d’eau potable, industrielle et d’irrigation pour la Belgique et les Pays-Bas. 
Bien que sa continuité écologique soit dégradée par la pollution et par diverses écluses, ce fleuve est l’un des plus grands corridors biologiques fluviaux d’Europe, l’autre étant le Danube). Il est vital pour la faune piscicole et pour de nombreux organismes vivants des berges et des ripisylves, ainsi que pour de nombreux insectes et oiseaux qui lors de leurs migrations bisannuelles suivent les fleuves et rivières.

Cette valeur de corridor biologique majeur est mise en avant par le réseau écologique paneuropéen, décliné par la trame verte et bleue nationale, elle-même déclinée en région par le SRCE et le SAGE de l'Escaut dont le périmètre (248 communes) a été fixé par un arrêté du 9 juin 2006. La réserve est située dans la partie sud-ouest de ce périmètre.

## Enjeux de services écologiques
L'association de prairies et boisements alluviaux dans le lit majeur d’un fleuve aussi important que l'Escaut (qui traverse, draine et irrigue 3 pays et 7 régions européennes) constitue les éléments d’une infrastructure naturelle qui joue un rôle majeur dans le cycle de l’eau. Elle contribue à alimenter la nappe (Cf. Loi de Darcy) et donc à la limitation des crues. Elle contribue aussi à restaurer la qualité de l’eau (la commune abrite aussi un périmètre de protection de captage). Les zones humides boisées ont aussi un rôle de régulation microclimatique (comparativement à l’openfield et aux milieux urbains, cet environnement est beaucoup plus frais en été, d’une dizaine de degrés parfois en pleine canicule, et moins froid en hiver), autant de services écosystémiques irremplaçables.

### Intérêts fonctionnels du site
Les inventaires dits 2e génération s’intéressent aussi aux aspects « fonctionnel » des sites, Pour la ZNIEFF dans laquelle s’inscrit la réserve, l’INPN a retenu les intérêts suivants :
- Fonctions de régulation hydraulique (code : 40)[41]
- Expansion naturelle des crues (code : 41)[41]
- Ralentissement du ruissellement (code : 42)[41]
- Soutien naturel d'étiage (code : 43)[41]
- Auto-épuration des eaux (code : 44)[41]
- Fonctions de protection du milieu physique (code : 50)[41]
- Rôle naturel de protection contre l'érosion des sols (code : 51)[41]
- Fonction d'habitat pour les populations animales ou végétales (code : 60)[41]
- Corridor écologique, zone de passages, zone d'échanges (code : 61)[41]
- Étapes migratoires, zones de stationnement, dortoirs (code : 62)[41]
- Zone particulière d'alimentation (code : 63)[41]
- Zone particulière liée à la reproduction (code : 64)[41]

## État, pressions menaces

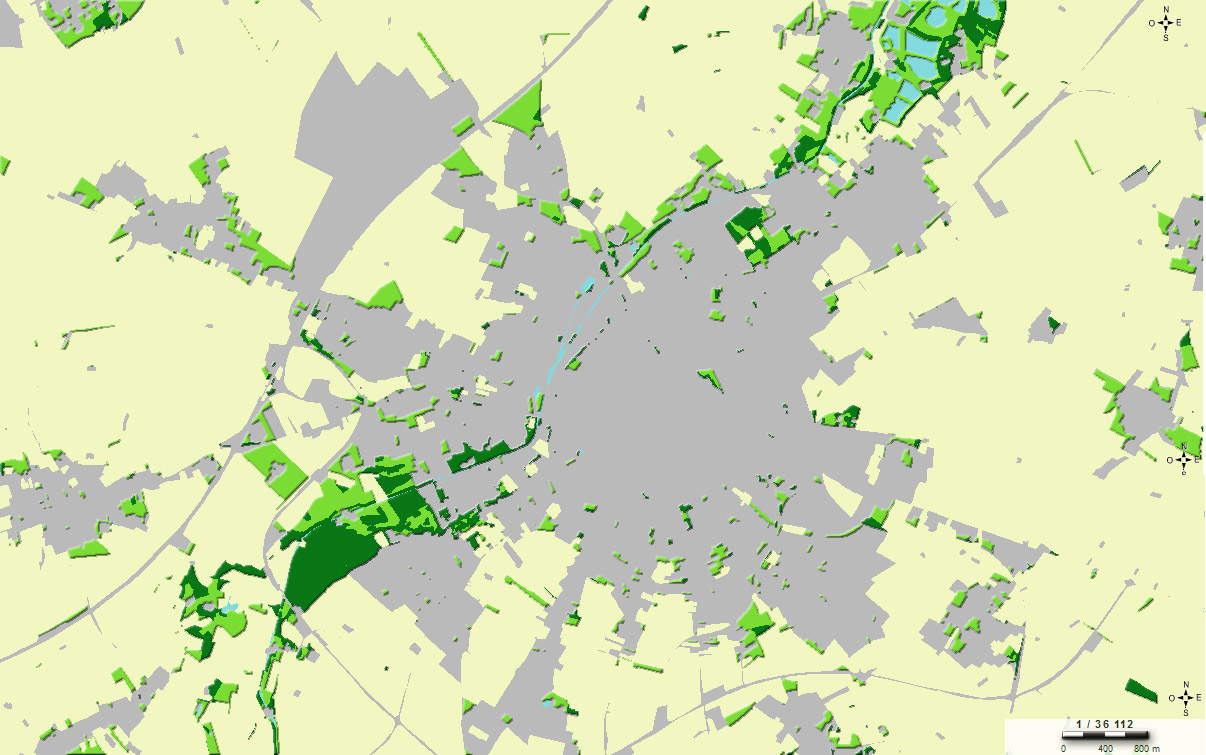
Le Parc écologique urbain de Proville devenu RNR de l'Escaut-rivière (bois en vert foncé et prairies et milieux ouverts en vert clair), est la dernière zone naturelle d'importance, dans le contexte de plus en plus périurbain du sud de la conurbation de Cambrai (en gris). (carte générée à partir de la base de données Open data (ODbL) ARCH)

Selon l’INPN, les principaux facteurs locaux ou contextuels d’évolution du site (facteurs de pression sur les espèces, les habitats, les écosystèmes et leur répartition) sont l’artificialisation du milieu et les pressions d'usage, avec notamment :
- les infrastructures linéaires et réseaux de communication (code INPN : 130)[41] : le site est en effet coupé par une ligne HT, une canalisation de gaz et concerné par le récent « contournement sud de Cambrai » (déviation de la RN 43) qui sans être complètement fragmentant ont des impacts sous forme de fragmentation écopaysagère et d'artificialisation des milieux. La Fragmentation écologique la plus importante est liée aux routes qui sont aussi sources de pollution, de pollution lumineuse et de dérangement pour la faune de la réserve naturelle (code INPN : 131)[41] ;
- les décharges sauvages ou apports de matériaux exogènes (code INPN : 150)[41], les rejets de substances polluantes dans les eaux (code INPN : 210) et/ou rejets de substances polluantes dans les sols (code INPN : 220)[41] ;
- la surfréquentation ou le piétinement de milieux fragiles (code INPN : 250) peuvent être une source de nuisances ou de disparition d’espèce, de même que le vandalisme (code INPN : 260)[41] ;
- d’autres possibles « facteurs de pression » doivent être maîtrisés (ce à quoi sert le plan de gestion et les conventions signées avec les exploitants usagers du site). Ce sont le pâturage (code INPN : 450) qui doit rester « extensif », la suppression ou même l’entretien de la végétation (code INPN : 460)[41] ainsi que le fauchage ou fenaison (code INPN : 463)[41] qui doivent être conformes aux préconisations du plan de gestion et à ses objectifs de renaturation et de protection des milieux. Les aménagements forestiers, l’accueil du public ou la création anarchique de cheminements (6,5 km de chemins sont entretenus) sont aussi potentiellement sources d’impacts (code INPN : 550). La chasse (code INPN : 620)[41] est ici pratiquée à raison de deux à trois battues par an, avec le faisan et le chevreuil comme principal gibier, pour minimiser ses effets sous forme de dérangement et de gêne pour le public et les proches lotissements ;
- la dégradation de l'eau : Toute modification du fonctionnement hydraulique (code INPN : 360) peut avoir un impact sur la nappe superficielle et donc sur la réserve ; 
Doivent aussi être évités les phénomènes d’eutrophisation ou dystrophisation (code INPN : 912)[41], et d’atterrissements, d’envasement d’assèchement quand ils sont causés par des activités humaines ou nuisent aux objectifs de protection des espèces ou habitats (code INPN : 820)[41], en particulier pour l’atterrissement de l’Escaut et des zones humides connexes (code INPN : 911), qui peut être favorisé par un contexte agro-urbain propice à l’érosion des sols, à la dystrophisation et à une  turbidité anormale de l’eau dans la partie amont du bassin versant de l'Escaut[41]. Les milieux prairiaux jouent pour la biodiversité un rôle comparable à celui des grandes clairières entretenues par les grands herbivores dans les forêts sauvages. Leur fermeture serait donc dommageable pour la biodiversité (code INPN : 915)[41], ce pourquoi le gestionnaire entretient un pâturage extensif sur le site ;
- Une prédation anormale (code INPN : 932), par exemple par les chiens ou chats, ou l’impact d'herbivores introduits (code INPN : 933) (ex : rat musqué) peut aussi interférer avec la biodiversité (code INPN : 922)[41].

## Gestion
Elle se différencie selon le milieu :
- Les prairies : Étant donné la rareté des milieux prairiaux autour de Cambrai, notamment en bordure de l’Escaut, il est apparu utile de conserver les dernières prairies alluviales de Proville. Pour cela une gestion appropriée (gestion conservatoire et restauratoire) a été mise en place, dont le premier calendrier a été élaboré par le CSN en 1996, sur la base d’une étude d'un état initial et de préconisations de gestion publiée en 1995[87] et mise en œuvre dès 1997 sur 12 hectares de prairies humides, dans le cadre d’un bail emphytéotique contractualisé avec la commune. 
Cette gestion repose sur un fauchage tardif et la restauration d'un pâturage extensif (avec débroussaillage, fauche de restauration, pose de clôtures...), pour maintenir des végétations herbacées diversifiées et caractéristiques. Des mares ont été creusées pour favoriser la reproduction de certaines espèces animales aquatiques (tritons, grenouilles, crapauds…)[88], qui par ailleurs ont aussi pu bénéficier de l’opération « Fréquence Grenouille »[89].
- Le bois Chenu : Il fait l'objet d'un plan de gestion restauratoire et conservatoire visant à réinstaller un cycle sylvogénétique naturel tout en tenant compte des usages récréatifs (ex : une passerelle de bois a été posée au-dessus l'Escaut rivière afin de reconnecter les sentiers de part et d’autre du cours d’eau comme ils l’étaient autrefois). Le bois est traversé par une ligne à haute tension qui nécessite à ses abords une gestion spécifique (coupe des arbres et maintien d’une tranchée ouverte dans le boisement), de même pour une canalisation de gaz située au Nord-Est de la ligne HT.

Le plan de gestion a été affiné à la suite de la demande de classement du site en Réserve naturelle régionale.

Il comprend une description sommaire de la réserve et de son contexte édaphique, un diagnostic écologique, une définition des enjeux et desobjectifs de conservation. Au regard de l'évaluation patrimoniale, la description de 3 objectifs est la suivante :
1. objectif A : Assurer la gestion conservatoire des habitats et des espèces patrimoniales ;
2. objectif B : Améliorer la connaissance de la diversité biologique et du fonctionnement écologique du site ;
3. objectif C : Mettre en valeur les richesses du site et favoriser son intégration dans le contexte local.

Il est mis en œuvre avec l’aide de la commune et d’ONG telles que Les Blongios et Chico Mendes.

## Règlement et police de l'environnement
Comme toutes les réserves naturelles, cette RNR dispose d’un règlement cadrant les actions de gestion et les activités qui y sont permises (Annexe V du plan de gestion) ;

Trois activités y sont autorisées, dans les conditions prévues par le règlement : l’élevage (à fin de gestion des milieux ouverts), la chasse et le tourisme (de même que certains loisirs). De manière générale, sur certains sites ou à certaines périodes, l’ouverture au public de certaines parties des RNR peut être « limitée pour préserver des risques de détérioration des sites ».

La police de la nature est conjointement assurée par des agents assermentés et commissionnés à cet effet, en coordination avec les autres agents habilités (gendarmerie, ONF, ONCFS, ONEMA, etc).

### Statut foncier
Le site est classé « zone N » (zone Naturelle) au Plan local d’urbanisme (PLU) de Proville, et « espace à dominante naturelle » au Schéma Directeur de Développement et d'Urbanisme de l'agglomération de Cambrai (SDDUC, devenu SCOT,)ce qui en fait un espace à préserver. Les parcelles du Bois Chenu ainsi que les « parcelles INRA » et les parcelles 1203, 1204, 1205, 1207 et 1208 des prairies de l'Escaut sont classées en espace boisé, ce qui implique la conservation, la protection du milieu.

Le secteur du Bois Chenu est aussi le seul « espace récréatif et écologique » à l'ouest de Cambrai (cf. annexe IV) et dans une commune dont la population a plus que quadruplé de 1962 à 2007 (passée de 818 habitants en 1962 à 3475 en 2007).
La demande de classement en RNR (Réserve naturelle régionale) a été faite auprès du conseil régional du Nord-Pas-de-Calais en 2009 par la commune et mise en œuvre après avis favorable du Conseil scientifique régional du patrimoine naturel (CSRPN), l’instance qui conseille le Préfet et la Région sur les questions d’environnement et de biodiversité. Il a été classé « cœur de nature » (Trame Verte et Bleue régionale) puis comme réservoir de biodiversité dans la Trame verte et bleue nationale (via le SRCE).
Sur ce secteur l’Escaut est classé cours d’eau non domanial.
Le chemin dit « Chemin noir » qui traverse le secteur des prairies de l'Escaut n’est pas intégré dans le périmètre de la RNR.

## Cartographie
- Carte géologique au 1/50 000 n°XXXV-7 : Cambrai. Bureau de Recherche géologiques et minières